# Österreichische Alpine Skimeisterschaften 1958
Die Österreichischen Alpinen Skimeisterschaften 1958 fanden vom 27. Februar bis 2. März in Bad Hofgastein statt.

## Herren

### Abfahrt
| Platz | Name             | Zeit       |
| ----- | ---------------- | ---------- |
| 01    | Josef Rieder     | 2:33,9 min |
|       | Karl Schranz     | 2:33,9 min |
| 03    | Mathias Leitner  | 2:34,0 min |
| 04    | Egon Zimmermann  | 2:34,4 min |
| 05    | Toni Mark        | 2:36,3 min |
| 06    | Ernst Oberaigner | 2:36,9 min |
| 07    | Kurt Pair        | 2:37,6 min |
|       | Josef Stiegler   | 2:37,6 min |
| 09    | Franz Tritscher  | 2:37,8 min |
| 10    | Christian Pravda | 2:37,9 min |

Datum: 28. Februar 1958

Ort: Bad Hofgastein

Streckenlänge: 3340 m, Höhendifferenz: 871 m

Tore: 12
Die Abfahrt war ursprünglich für 27. Februar geplant. Sie musste wegen starken Schneefalls um einen Tag verschoben werden.

### Riesenslalom
| Platz | Name             | Zeit       |
| ----- | ---------------- | ---------- |
| 01    | Karl Schranz     | 2:38,4 min |
| 02    | Ernst Hinterseer | 2:39,4 min |
| 03    | Josef Rieder     | 2:39,6 min |
| 04    | Mathias Leitner  | 2:41,1 min |
| 05    | Egon Zimmermann  | 2:41,2 min |
| 06    | Christian Pravda | 2:41,8 min |
| 07    | Toni Mark        | 2:42,0 min |
| 08    | Josef Stiegler   | 2:44,1 min |
| 09    | Ernst Oberaigner | 2:46,5 min |
| 10    | Kurt Pair        | 2:47,8 min |

Datum: 1. März 1958

Ort: Bad Hofgastein

### Slalom
| Platz | Name             | Zeit       |
| ----- | ---------------- | ---------- |
| 01    | Christian Pravda | 2:32,4 min |
| 02    | Karl Schranz     | 2:32,6 min |
|       | Toni Mark        | 2:32,6 min |
| 04    | Andreas Molterer | 2:33,7 min |
| 05    | Josef Rieder     | 2:34,2 min |
| 06    | Mathias Leitner  | 2:36,5 min |
| 07    | Ernst Oberaigner | 2:38,5 min |
| 08    | Egon Zimmermann  | 2:38,8 min |
| 09    | Josef Stiegler   | 2:41,1 min |
| 10    | Pepi Gramshammer | 2:43,9 min |

Datum: 2. März 1958

Ort: Bad Hofgastein

### Kombination
Die Kombination setzt sich aus den Ergebnissen von Slalom, Riesenslalom und Abfahrt zusammen.
| Platz | Name             | Punkte |
| ----- | ---------------- | ------ |
| 1     | Karl Schranz     | 0,10   |
| 2     | Josef Rieder     | 1,52   |
| 3     | Mathias Leitner  | 3,55   |
| 4     | Toni Mark        | 3,78   |
| 5     | Christian Pravda | 4,10   |
| 6     | Egon Zimmermann  | 4,99   |
| 7     | Ernst Oberaigner | 9,17   |

## Damen

### Abfahrt
| Platz | Name                  | Zeit       |
| ----- | --------------------- | ---------- |
| 01    | Josefa Frandl         | 2:00,5 min |
| 02    | Herlinde Beutlhauser  | 2:01,0 min |
| 03    | Hilde Hofherr         | 2:01,1 min |
| 04    | Erika Netzer          | 2:01,7 min |
| 05    | Grete Haslauer        | 2:02,5 min |
| 06    | Helga Hanel           | 2:03,3 min |
|       | Elisabeth Mittermayer | 2:03,3 min |
| 08    | Helga Herdy           | 2:03,8 min |
|       | Kathi Hörl            | 2:03,8 min |
| 10    | Dorothea Hochleitner  | 2:03,9 min |

Datum: 28. Februar 1958

Ort: Bad Hofgastein

### Riesenslalom
| Platz | Name                  | Zeit       |
| ----- | --------------------- | ---------- |
| 01    | Josefa Frandl         | 1:59,5 min |
| 02    | Hilde Hofherr         | 2:01,3 min |
| 03    | Elisabeth Mittermayer | 2:02,6 min |
| 04    | Kathi Hörl            | 2:03,0 min |
| 05    | Dorothea Hochleitner  | 2:05,1 min |
| 06    | Herlinde Beutlhauser  | 2:05,4 min |
| 07    | Ilse Schickl          | 2:09,1 min |
| 08    | Erika Netzer          | 2:10,2 min |
| 09    | Helga Hanel           | 2:11,6 min |
| 10    | Maria Kittl           | 2:16,1 min |
|       | Grete Maek            | 2:16,1 min |

Datum: 27. Februar 1958

Ort: Bad Hofgastein

Piste: Kitzsteinabfahrt

Streckenlänge: 1600 m, Höhendifferenz: 445 m

Tore: 64

### Slalom
| Platz | Name                  | Zeit       |
| ----- | --------------------- | ---------- |
| 1     | Kathi Hörl            | 2:07,1 min |
| 2     | Hilde Hofherr         | 2:07,2 min |
| 3     | Ilse Schickl          | 2:07,8 min |
| 4     | Dorothea Hochleitner  | 2:08,1 min |
| 5     | Josefa Frandl         | 2:08,3 min |
| 6     | Elisabeth Mittermayer | 2:08,7 min |
| 7     | Grete Haslauer        | 2:09,7 min |
| 8     | Herlinde Beutlhauser  | 2:11,3 min |
| 9     | Christl Machek        | 2:18,7 min |

Datum: 1. März 1958

Ort: Bad Hofgastein

### Kombination
Die Kombination setzt sich aus den Ergebnissen von Slalom, Riesenslalom und Abfahrt zusammen.
| Platz | Name                  | Punkte |
| ----- | --------------------- | ------ |
| 1     | Josefa Frandl         | 00,70  |
| 2     | Hilde Hofherr         | 02,17  |
| 3     | Kathi Hörl            | 05,12  |
| 4     | Elisabeth Mittermayer | 05,55  |
| 5     | Herlinde Beutlhauser  | 07,05  |
| 6     | Dorothea Hochleitner  | 07,27  |
| 7     | Ilse Schickl          | 12,48  |